# Bu Wancang

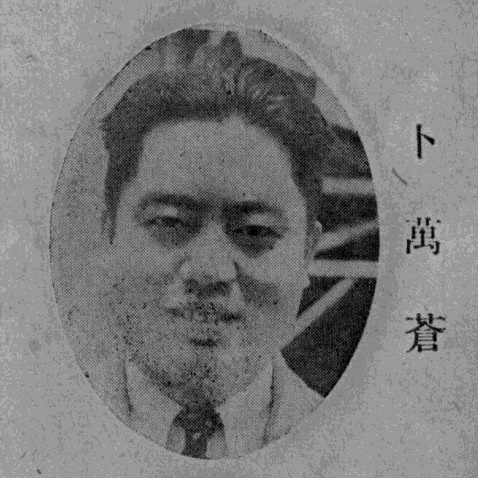
Bu Wancang

Bu Wancang, auch bekannt als Richard Poh, (chinesisch 卜萬蒼 / 卜万苍, Pinyin Bǔ Wàncāng, W.-G. Pu Wan-ts'ang, Jyutping Buk1 Maan6cong1 a); * 1. Juli 1900 in Tianchang in der Provinz Anhui; † 30. Dezember 1973 in Hongkong) war ein chinesischer Filmregisseur, Kameramann und Produzent. Er gehörte in den 1920er bis 1940er Jahren zu den führenden Filmschaffenden Chinas.
1921 begann er als Kameraassistent bei der China Film Company. Als Kameramann arbeitete er danach auch für die Filmgesellschaft Mingxing. Er war an den kommerziell erfolgreichen Produktionen The Sentiment (1924) von Gu Kenfu und Chen Shouyin und The New Family (1925) von Ren Jinping beteiligt. Sein Regiedebüt hatte er 1926 mit dem Film Innocence. 1931 ging er zur Filmgesellschaft Lianhua, wo zahlreiche Filme unter seiner Regie entstanden. Zu den wichtigsten gehört eine Reihe mit Jin Yan und Ruan Lingyu in den Hauptrollen: Taohua qi xue ji (The Peach Girl), Yi jian mei (A Spray of Plum Blossoms) und Lian'ai yu yiwu (Love and Duty) (alle 1931), sowie Sange modeng nüxing (Three Modern Women, 1933).
Nach der Besetzung Shanghais durch die Japaner blieb Bu in der Stadt und wirkte an der Produktion nationalistischer Kostümdramen mit. Er war Regisseur der japanischen Propagandafilme Universal Love (1942) und The Opium War (Ko-Regie: Ma-Xu Weibang, 1943), die den japanischen Kolonialismus in China rechtfertigen helfen sollten. Diese Arbeiten verhinderten eine Karriere im Nachkriegschina. Er ging 1948 nach Hongkong und arbeitete zwei Jahre lang für die Yonghua Film Company. Danach gründete er seine eigene Produktionsgesellschaft Taishan Film Company und drehte bis in die frühen 1960er Jahre in Hongkong.

## Anmerkung
- a) Die seltene Schreibung chinesisch 蔔萬蒼 / 卜万苍, Pinyin Bǔ Wàncāng, Jyutping Baak6 Maan6cong1 ist eine Falschschreibung des korrekten Namen von 卜萬蒼 / 卜万苍,  Bǔ Wàncāng.[2][3]